# Tuani Lemos Ramos
Tuani Lemos Ramos (Porto Alegre, 19 de janeiro de 1991) é uma futebolista brasileira, atuante como zagueira. Em 2023, é parte do elenco do Grêmio.

## Carreira
Tuani já atuou pelo Kindermann, Internacional, Francana, Ferroviária e teve passagens pela Seleção Brasileira Sub 17 e Sub 20.
Em 2017, foi campeã junto a seleção brasileira na Universíade de 2017.
Em 2022, aos 31 anos, a atleta chegou ao Grêmio no início da temporada. Neste ano, ela foi a jogadora que mais atuou pelo Grêmio. Como capitã do time, foram 27 partidas, três gols marcados, além da conquista do título do Gauchão (Campeonato Gaúcho de Futebol Feminino).

### Títulos[4]
| Ano  | Título                                | Time               |
| ---- | ------------------------------------- | ------------------ |
| 2015 | Copa do Brasil de Futebol Feminino    | Kindermann         |
| 2017 | Universíade de Verão de 2017          | Seleção Brasileira |
| 2022 | Campeonato Gaúcho de Futebol Feminino | Grêmio             |